# كريستيانا كورسي
كريستيانا كورسي (بالإيطالية: Cristiana Corsi)‏ هي لاعبة تايكوندو إيطالية، ولدت في 23 أبريل 1976 في روما في إيطاليا، وتوفي بنفس المكان في 22 فبراير 2016 بسبب قصور القلب.

## وصلات خارجية
- كريستيانا كورسي على موقع TaekwondoData.com (الإنجليزية)
- كريستيانا كورسي على موقع اللجنة الأولمبية الدولية (الإنجليزية)
- كريستيانا كورسي على موقع أوليمبيديا (الإنجليزية)